# Aulis (Vorname)
Aulis ist ein finnischer männlicher Vorname mit der Bedeutung „bereitwillig“, „hilfsbereit“.

## Namenstag
Der Namenstag wird in Finnland und Estland am 16. August gefeiert.

## Namensträger
- Aulis Kallakorpi (1929–2005), finnischer Skispringer
- Aulis Koponen (1906–1978), finnischer Fußballspieler
- Aulis Rytkönen (1929–2014), finnischer Fußballspieler und -trainer
- Aulis Sallinen (* 1935), finnischer Komponist